# Mărăști (Cluj-Napoca)

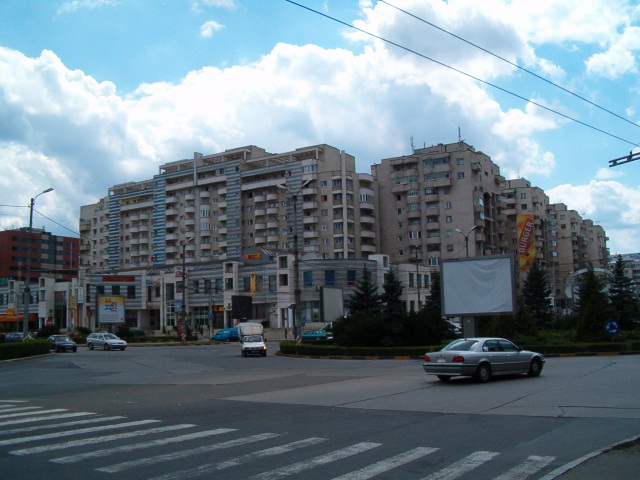
Immeuble d'habitations du quartier Mărăști

Mărăști est l'un des plus grands quartiers de Cluj-Napoca.

## Origine du nom
Le nom vient de la localité de Mărăști (ro) située dans la commune de Răcoasa, dans le județ de Vrancea et qui fut l'enjeu d'une bataille importante pendant la Première Guerre mondiale.

## Historique
Situé au nord-est du centre-ville, l'actuel quartier se trouve sur l'emplacement d'un ancien village. Ce village estt mentionné la première fois au XVe siècle sous le nom de Sfântul Petru. De ce village il ne reste de nos jours qu'une église. Au cours de la Grande Guerre il y a eu un certain nombre de confrontations importantes dans le voisinage du village.
Conçu par des architects soviétiques et nord-coréens, le quartier a été érigé entre 1970 et 1989, le village étant démoli pour l'occasion. Le quartier a été construit pour une population majoritairement ouvrière et d'origine rurale, censée habiter dans des immeubles de 4, 8 ou 10 étages, comportant de 3 à 7 pièces (cuisine ou kitchenette et salle de bains y incluses).  Au cours des dernières années du régime communiste et notamment après la chute de celui-ci, la plupart des habitants ont acheté les appartements qu'ils occupaient. 
Depuis 2004 le quartier est en cours d'être modernisé tant sur le plan administratif (établissement d'une mairie de quartier) que sur le plan des infrastructures (transport, parkings, centre commercial, espaces verts etc.) et des habitations (rénovation des immeubles).

## Bâtiments remarquables et lieux de mémoire
- Église des Saints Pierre et Paul
- le siège central de la Bibliothèque départementale "Octavian Goga"